# Élections régionales de 2008 au Trentin-Haut-Adige
Les élections régionales se sont déroulées au Trentin-Haut-Adige le 26 octobre 2008 pour la province autonome de Bolzano et le 9 novembre dans la province autonome de Trente.
Elles devaient avoir lieu à la même date mais un recours judiciaire a retardé la tenue des élections dans le Trentin (exclusion de la liste de l'UDC par le Conseil d'État).
En application de la loi électorale régionale de 2003, les électeurs ont voté pour le renouvellement du Conseil provincial de la province de Bolzano et de celui de Trente, qui réunis, forment le Conseil régional.
Pour la première fois, se sont présentés les partis nationaux suivants : Parti démocrate, Le Peuple de la liberté et la Droite, ainsi que les partis régionaux suivants : Unione per il Trentino et Valli Unite.

## Contexte

### Organisation institutionnelle

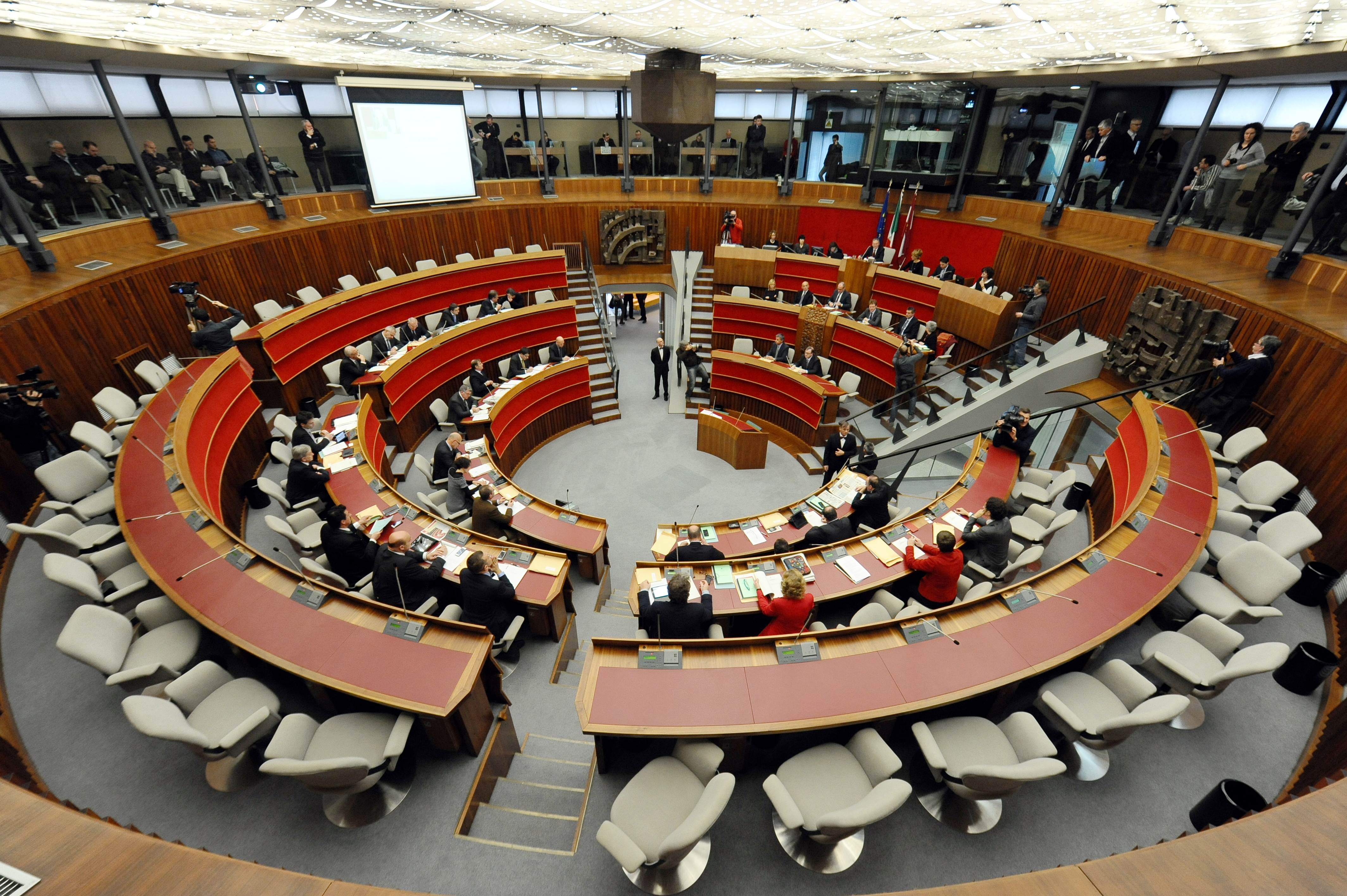
Salle des séances du conseil régional à Trente.

La région à statut spécial du Trentin-Haut-Adige est divisée en deux provinces, celle de Bolzano-Haut-Adige — dont la majorité des habitants est germanophone — et celle de Trente. Depuis 1972, les deux provinces bénéficient elles-mêmes d'un statut d'autonomie qui reprend l'essentiel des compétences normalement dévolues aux régions à statut spécial.
Depuis 2002, le conseil régional consiste en la réunion du conseil provincial de Bolzano et celui de Trente. Il se réunit la moitié de la législature à Bolzano et l'autre moitié à Trente.
De même, la présidence de la région alterne tous les 30 mois entre les deux présidents de province.

## Système électoral

### Pour la province de Bolzano
Le conseil provincial de Bolzano se compose de 35 conseillers élus pour cinq ans au suffrage universel direct et au scrutin proportionnel plurinominal dans une seule circonscription correspondant au territoire provincial.
À l'issue du vote, les mandats sont répartis entre les listes qui obtenu le quotient électoral — 1/35e des suffrages exprimés — à la proportionnelle au plus fort reste d'Impériali : le nombre des voix de chaque liste est divisé par le nombre total de sièges à pourvoir, augmenté de deux (donc par 37). Les sièges non-distribués à l'issue de cette répartition sont attribués aux forces politiques ayant le plus grand nombre de votes restants.

### Pour la province de Trente
Le conseil provincial de Bolzano se compose de 35 conseillers élus pour cinq ans au suffrage universel direct et au scrutin proportionnel plurinominal dans une seule circonscription correspondant au territoire provincial. Le président de la province, membre de droit du conseil, est élu au scrutin uninominal majoritaire à un tour.
Le jour du vote, l'électeur vote pour un candidat à la présidence et peut voter pour un parti soutenant le candidat (si celui-ci est présenté par une coalition). Il peut également émettre jusqu'à trois votes de préférence parmi la liste des candidats au conseil du parti qu'il choisit.
Est proclamé élu le candidat qui remporte le plus grand nombre de voix. Le candidat arrivé juste après est automatiquement élu conseiller provincial. Le parti ou la coalition qui soutient le président élu reçoit automatiquement 18 sièges, voire 21 si le candidat remporte au moins 42 % des suffrages exprimés.

## Province de Bolzano
La participation a été de 80,1 % avec 313 931 votants.
|                       |                                       |                       |       |      |        |               |  |  |  |  |  |  |  |  |
| Partis                | Partis                                | Votes                 | %     | +/-  | Sièges | +/−           |  |  |  |  |  |  |  |  |
|                       | Parti populaire sud-tyrolien (SVP)    | 146 545               | 48,11 | 7,53 | 18     | 3             |  |  |  |  |  |  |  |  |
|                       | Die Freiheitlichen (dF)               | 43 614                | 14,32 | 9,29 | 5      | 3             |  |  |  |  |  |  |  |  |
|                       | Le Peuple de la liberté (PdL)         | 25 294                | 8,30  | 3,53 | 3      | 1             |  |  |  |  |  |  |  |  |
|                       | Parti démocrate (PD)                  | 18 139                | 5,95  | 2,10 | 2      | 1             |  |  |  |  |  |  |  |  |
|                       | Les Verts du Haut-Adige (VGV)         | 17 743                | 5,82  | 2,06 | 2      | 1             |  |  |  |  |  |  |  |  |
|                       | Süd-Tiroler Freiheit (STF)            | 14 888                | 4,89  | Nv.  | 2      | 2             |  |  |  |  |  |  |  |  |
|                       | Bürger Union für Südtirol (BUS)       | 7 048                 | 2,31  | 4,52 | 1      | 1             |  |  |  |  |  |  |  |  |
|                       | Ligue du Nord (LN)                    | 6 411                 | 2,10  | 1,56 | 1      | 1             |  |  |  |  |  |  |  |  |
|                       | Unitalia                              | 5 688                 | 1,87  | 0,37 | 1      | en stagnation |  |  |  |  |  |  |  |  |
|                       | Italie des valeurs (IdV)              | 5 009                 | 1,64  | Nv.  | 0      | en stagnation |  |  |  |  |  |  |  |  |
|                       | Union de centre (UdC)                 | 3 792                 | 1,24  | 2,48 | 0      | 1             |  |  |  |  |  |  |  |  |
|                       | Mouvement citoyen                     | 3 662                 | 1,20  | Nv.  | 0      | en stagnation |  |  |  |  |  |  |  |  |
|                       | Ladins Dolomites                      | 3 334                 | 1,09  | 0,28 | 0      | en stagnation |  |  |  |  |  |  |  |  |
|                       | Gauche sud-tyrolienne (PRC-PS-SD)     | 2 226                 | 0,73  | Nv.  | 0      | en stagnation |  |  |  |  |  |  |  |  |
|                       | Parti des communistes italiens (PdCI) | 1 262                 | 0,41  | 0,46 | 0      | en stagnation |  |  |  |  |  |  |  |  |
|                       |                                       |                       |       |      |        |               |  |  |  |  |  |  |  |  |
| Votes valides         | Votes valides                         | 304 615               | 97,03 |      |        |               |  |  |  |  |  |  |  |  |
| Votes invalides       | Votes invalides                       | 9 316                 | 2,97  |      |        |               |  |  |  |  |  |  |  |  |
| Total                 | Total                                 | 313 931               | 100   | -    | 35     | en stagnation |  |  |  |  |  |  |  |  |
| Taux de participation | Taux de participation                 | Taux de participation | 80,1  |      |        |               |  |  |  |  |  |  |  |  |

## Province de Trente
La participation a été de 73,07 % avec 297 723 votants sur 407 455 inscrits.
|                                     |                                     |            |            |                      |                                                |                                       |         |         |               |               |               |       |  |  |
| Présidence                          | Présidence                          | Présidence | Présidence | Présidence           | Conseil                                        | Conseil                               | Conseil | Conseil | Conseil       | Conseil       | Conseil       | Total |  |  |
| Candidats                           | Candidats                           | Votes      | %          | Sièges               | Partis                                         | Partis                                | Votes   | %       | +/-           | Sièges        | +/-           | Total |  |  |
|                                     | Lorenzo Dellai (UpT)                | 185 046    | 56,99      | 1                    |                                                | Parti démocrate (PD)                  | 59 219  | 21,68   | 8,05          | 8             | 3             |       |  |  |
|                                     | Lorenzo Dellai (UpT)                | 185 046    | 56,99      | 1                    | Union pour le Trentin (UpT)                    | 49 035                                | 17,92   | 7,96    | 6             | 5             |               |       |  |  |
|                                     | Lorenzo Dellai (UpT)                | 185 046    | 56,99      | 1                    | Parti autonomiste tridentin et tyrolien (PATT) | 23 336                                | 8,52    | 0,47    | 3             | en stagnation |               |       |  |  |
|                                     | Lorenzo Dellai (UpT)                | 185 046    | 56,99      | 1                    | Verts et démocrates du Trentin                 | 7 579                                 | 2,77    | 0,74    | 1             | en stagnation |               |       |  |  |
|                                     | Lorenzo Dellai (UpT)                | 185 046    | 56,99      | 1                    | Italie des valeurs (IdV)                       | 7 474                                 | 2,73    | Nv.     | 1             | 1             |               |       |  |  |
|                                     | Lorenzo Dellai (UpT)                | 185 046    | 56,99      | 1                    | Loyal au Trentin                               | 6 435                                 | 2,35    | 0,27    | –             | 1             |               |       |  |  |
|                                     | Lorenzo Dellai (UpT)                | 185 046    | 56,99      | 1                    | Union autonomiste ladine (UAL)                 | 3 205                                 | 1,17    | 0,06    | 1             | en stagnation |               |       |  |  |
| Total Centre-gauche                 | Total Centre-gauche                 | 185 046    | 56,99      | 1                    | 156 283                                        | 57,08                                 | 3,66    | 20      | 2             | 21            |               |       |  |  |
|                                     | Sergio Divina (LN)                  | 105 696    | 36,50      | 1                    |                                                | Ligue du Nord (LN)                    | 38 536  | 14,07   | 7,95          | 6             | 4             |       |  |  |
|                                     | Sergio Divina (LN)                  | 105 696    | 36,50      | 1                    | Le Peuple de la liberté (PdL)                  | 33 597                                | 12,26   | 5,23    | 5             | 1             |               |       |  |  |
|                                     | Sergio Divina (LN)                  | 105 696    | 36,50      | 1                    | Liste civique Divina                           | 11 832                                | 4,32    | Nv.     | 1             | 1             |               |       |  |  |
|                                     | Sergio Divina (LN)                  | 105 696    | 36,50      | 1                    | Vallées unies                                  | 5 846                                 | 2,13    | Nv.     | –             | en stagnation |               |       |  |  |
|                                     | Sergio Divina (LN)                  | 105 696    | 36,50      | 1                    | Parti des retraités (PP)                       | 3 597                                 | 1,31    | 0,51    | –             | en stagnation |               |       |  |  |
|                                     | Sergio Divina (LN)                  | 105 696    | 36,50      | 1                    | Association Fassa (Fassa)                      | 1 669                                 | 0,61    | Nv.     | –             | en stagnation |               |       |  |  |
|                                     | Sergio Divina (LN)                  | 105 696    | 36,50      | 1                    | Flamme tricolore (FT)                          | 1 652                                 | 0,60    | Abs.    | –             | en stagnation |               |       |  |  |
|                                     | Sergio Divina (LN)                  | 105 696    | 36,50      | 1                    | La Droite (LD)                                 | 1 643                                 | 0,60    | Nv.     | –             | en stagnation |               |       |  |  |
|                                     | Sergio Divina (LN)                  | 105 696    | 36,50      | 1                    | Les locataires des maisons populaires          | 1 375                                 | 0,50    | Nv.     | –             | en stagnation |               |       |  |  |
|                                     | Sergio Divina (LN)                  | 105 696    | 36,50      | 1                    | Autonomistes populaires (AP)                   | 803                                   | 0,29    | Nv.     | –             | en stagnation |               |       |  |  |
| Total Centre-droit                  | Total Centre-droit                  | 105 696    | 36,50      | 1                    | 100 550                                        | 36,70                                 | 5,84    | 12      | 2             | 13            |               |       |  |  |
|                                     | Nerio Giovanazzi                    | 8 401      | 2,90       | 1                    |                                                | Administrer le Trentin (AT)           | 4 429   | 1,62    | Nv.           | –             | en stagnation |       |  |  |
|                                     | Nerio Giovanazzi                    | 8 401      | 2,90       | 1                    | Jeunesse pour le Trentin                       | 2 717                                 | 0,99    | Nv.     | –             | en stagnation |               |       |  |  |
| Total Giovanazzi pour la présidence | Total Giovanazzi pour la présidence | 8 401      | 2,90       | 1                    | 7 146                                          | 1,61                                  | Nv.     | 0       | en stagnation | 1             |               |       |  |  |
|                                     | Remo Andreolli                      | 5 653      | 1,95       | 0                    |                                                | Démocrates pour le Trentin            | 5 363   | 1,96    | Nv.           | 0             | en stagnation | 0     |  |  |
|                                     | Agostino Catalano                   | 3 354      | 1,16       | 0                    |                                                | La Gauche (PRC-SD)                    | 3 190   | 1,16    | 1,68          | 0             | en stagnation | 0     |  |  |
|                                     | Gianfranco Valduga                  | 1 447      | 0,50       | 0                    |                                                | Parti des communistes italiens (PdCI) | 1 373   | 0,50    | 0,36          | 0             | en stagnation | 0     |  |  |
|                                     |                                     |            |            |                      |                                                |                                       |         |         |               |               |               |       |  |  |
| Votes valides                       | Votes valides                       | 289 598    | 97,19      |                      | Votes valides                                  | Votes valides                         | 273 919 | 91,92   |               |               |               |       |  |  |
| Votes blancs et nuls                | Votes blancs et nuls                | 8 385      | 2,81       | Votes blancs et nuls | Votes blancs et nuls                           | 24 064                                | 8,08    |         |               |               |               |       |  |  |
| Total candidats                     | Total candidats                     | 297 983    | 100        | 3                    | Total partis                                   | Total partis                          | 297 983 | 100     | -             | 32            | en stagnation | 35    |  |  |
| Abstentions                         | Abstentions                         | 109 490    | 26,87      |                      |                                                |                                       |         |         |               |               |               |       |  |  |
| Inscrits/participation              | Inscrits/participation              | 407 473    | 73,13      |                      |                                                |                                       |         |         |               |               |               |       |  |  |

## Synthèse
|        |                                                |        |               |  |  |  |
| Partis | Partis                                         | Sièges | +/−           |  |  |  |
|        | Parti populaire sud-tyrolien (SVP)             | 18     | 3             |  |  |  |
|        | Parti démocrate (PD)                           | 10     | 4             |  |  |  |
|        | Le Peuple de la liberté (PdL)                  | 8      | 2             |  |  |  |
|        | Union pour le Trentin (UpT)                    | 7      | 5             |  |  |  |
|        | Ligue du Nord (LN)                             | 8      | 6             |  |  |  |
|        | Die Freiheitlichen (dF)                        | 5      | 3             |  |  |  |
|        | Parti autonomiste tridentin et tyrolien (PATT) | 3      | en stagnation |  |  |  |
|        | Les Verts du Haut-Adige (VGV)                  | 2      | 1             |  |  |  |
|        | Süd-Tiroler Freiheit (STF)                     | 2      | Nv.           |  |  |  |
|        | Liste civique Divina                           | 1      | Nv.           |  |  |  |
|        | Verts et démocrates du Trentin                 | 1      | en stagnation |  |  |  |
|        | Italie des valeurs (IdV)                       | 1      | 1             |  |  |  |
|        | Bürger Union für Südtirol (BUS)                | 1      | 1             |  |  |  |
|        | Unitalia                                       | 1      | en stagnation |  |  |  |
|        | Administrer le Trentin (AT)                    | 1      | Nv.           |  |  |  |
|        | Union autonomiste ladine (UAL)                 | 1      | en stagnation |  |  |  |
|        |                                                |        |               |  |  |  |
| Total  | Total                                          | 70     | en stagnation |  |  |  |